# Tigri

Mapa Surinamu s vyznačením sporných území, Tigri se nachází v levém dolním rohu

Tigri je oblast v severní části jihoamerického kontinentu, která je předmětem pohraničního sporu mezi Guyanou a Surinamem. Region má podobu trojúhelníku sevřeného řekami New River, Coeroeni a Kutari, který má rozlohu o něco větší než Jamajka. Je zalesněný a velmi řídce osídlený, má však značné nerostné bohatství. Surinamci sporné území nazývají Tigri-gebied a Guyanci New River Triangle.
Konflikt má kořeny v polovině 19. století, kdy oblast prozkoumal Robert Hermann Schomburgk. Tehdy bylo stanoveno, že hranice mezi nizozemským a britským záborem povede po řece Courantyne. V roce 1871 však Charles Barrington Brown oznámil, že skutečnou zdrojnicí Courantyne není Kutari, jak se původně soudilo, ale New River, což by znamenalo posunutí hranice na západ. V roce 1895 však mezinárodní komise přiřkla sporný trojúhelník Britům. Nizozemci se s tím nesmířili a v roce 1936 dosáhli úpravy hranic ve svůj prospěch. V roce 1969 však podnikla armáda tehdy již nezávislé Guyany překvapivý útok a Tigri definitivně obsadila. Surinamský prezident Dési Bouterse vyhlásil po svém nástupu do úřadu v roce 2010 záměr získat ztracené území zpět.